# Legs
 (décembre 2015).
Pour les articles homonymes, voir Legs (homonymie).
Le legs est la transmission à titre gratuit d'un ou plusieurs biens du défunt, faite de son vivant par testament, mais qui ne prendra effet qu'à son décès.

## Droit par pays

### Droit français
Le legs se distingue de la donation — qui prend effet du vivant du donateur et est irrévocable — car il ne prend effet qu'au décès, et il est révocable. Il s'en distingue aussi car il peut être universel, à titre universel ou à titre particulier.
Le bénéficiaire d'un legs est un légataire. L'auteur d'un legs est un légateur, ou plus généralement un donateur.
Par définition du testament, le legs peut être rédigé (ou révoqué) gratuitement sur papier libre et sans témoin. Il nécessite une rédaction sans ambiguïté et datée. Les témoins sont facultatifs car ils ne servent qu'à lever le doute sur la santé mentale du testateur si elle est douteuse et contestée.
En France, on estime généralement entre 500 et 600 millions d'euros le montant annuel des legs reçus des particuliers par les organismes d'intérêt général. Selon l'étude TNS Sofres pour France Générosités réalisée en novembre 2007, 4 % des Français de plus de soixante ans représentent un potentiel de 10 000 legs par an. [réf. souhaitée]

### Droit québécois (Canada)
En droit québécois, il existe trois types de legs : le legs universel, le legs à titre universel et le legs à titre particulier,.
Le legs universel est défini comme étant « celui qui donne à une ou plusieurs personnes vocation à recueillir la totalité de la succession ».
Le legs à titre universel est celui qui la vocation  à recueillir : 

« 1°La propriété d’une quote-part de la succession;
2°   Un démembrement du droit de propriété sur la totalité ou sur une quote-part de la succession;
3°   La propriété ou un démembrement de ce droit sur la totalité ou sur une quote-part de l’universalité des immeubles ou des meubles, des biens propres, communs ou acquêts, ou des biens corporels ou incorporels. »

Le legs à titre particulier est tout legs qui n'est ni un legs universel, ni un legs à titre universel.